# Матухно, Сергей Николаевич
Сергей Николаевич Матухно (укр. Сергій Миколайович Матухно; род. 12 февраля 1958, Голубовка, Ворошиловградская область) — советский и украинский футболист, защитник; футбольный тренер.

## Карьера игрока
Родился 12 февраля 1958 года в селе Голубовка Ворошиловградской области. Начал заниматься футболом в Рубежном. В зимний период играл в хоккей. Становился победителем областного турнира «Кожаный мяч». После этого был приглашён в Республиканскую спортивную школу-интернат, где учился с шестого по одиннадцатый класс.
Окончив интернат в 1975 году, был приглашён в дубль киевского «Динамо». Приглашался в юношескую сборную Украинской ССР, вместе с которой выиграл всесоюзное первенство и был представлен к званию «Кандидата в мастера спорта СССР». Отыграв год за дубль, по приглашению Виктора Жилина перешёл в стан житомирского «Автомобилиста» (с 1977 года — «Спартак»), выступавшего во Второй лиге СССР, где стал игроком основного состава. Параллельно с игрой в футбол учился на экономическом факультете Житомирского сельскохозяйственного института. В 1978 году сыграл один матч в Кубке СССР за иванофранковский «Спартак». После чего по приглашению Анатолия Заяева и Валерия Авдыша стал игроком симферопольской «Таврии». Став игроком симферопольского коллектива перевёлся Крымский сельскохозяйственный институт. В 1980 году «Таврия» стала победителем Первой лиги СССР и впервые в истории завоевала право выступать в Высшей лиге СССР, где проведя один сезон, вылетела обратно. За «Таврию» выступал на протяжении пяти лет.
С 1983 по 1986 год являлся игроком одесского СКА. После этого в течение пяти лет играл в Венгрии в первенстве Южной группы войск. После распада СССР вернулся в Симферополь. В 1992 году провёл одну игру за ялтинский «Интурист» в Кубке Украины. Тогда же возглавлял «Таврию-2». Затем, в течение четырёх с половиной лет выступал в Германии за клуб четвёртой лиги, завершив карьеру в 39 лет.

## Дальнейшая судьба
В сезоне 1999/00 входил в тренерский штаб «Таврии». После чего занимался предпринимательской деятельностью. Работал исполнительным директором в компании по продаже автомобилей и медицинских препаратов.

## Достижения
«Таврия»
- Победитель Первой лиги СССР: 1980

## Награды и звания
- Почётная грамота Совета министров Автономной Республики Крым (20 мая 2008) — за высокое профессиональное мастерство, спортивные достижения и в связи с 50-летием образования футбольной команды «Таврия»[2]

## Личная жизнь
Супруга — Татьяна (в девичестве — Мяло). Являлась капитаном баскетбольного клуба «Спартак». Мастер спорта СССР по баскетболу.
Дочь — Евгения.

## Статистика
| Сезон            | Клуб                      | Лига             | Чемпионат | Чемпионат | Кубок | Кубок | Дубль | Дубль |
| Сезон            | Клуб                      | Лига             | Игры      | Голы      | Игры  | Голы  | Игры  | Голы  |
| ---------------- | ------------------------- | ---------------- | --------- | --------- | ----- | ----- | ----- | ----- |
| 1976             | Автомобилист (Житомир)    | Вторая лига СССР | 11        | 0         | 1     | 0     |       |       |
| 1977             | Спартак (Житомир)         | Вторая лига СССР | 38        | 1         |       |       |       |       |
| 1978             | Спартак (Житомир)         | Вторая лига СССР | 22        | 1         |       |       |       |       |
| 1978             | Спартак (Ивано-Франковск) | Первая лига СССР |           |           | 1     | 0     |       |       |
| 1978             | Таврия                    | Первая лига СССР | 17        | 1         |       |       |       |       |
| 1979             | Таврия                    | Первая лига СССР | 43        | 0         | 5     | 0     |       |       |
| 1980             | Таврия                    | Первая лига СССР | 42        | 0         | 6     | 0     |       |       |
| 1981             | Таврия                    | Высшая лига СССР | 29        | 0         | 5     | 0     |       |       |
| 1982             | Таврия                    | Первая лига СССР | 41        | 1         | 5     | 0     | 1     | 1     |
| 1983             | СКА (Одесса)              | Вторая лига СССР | 43        | 0         |       |       |       |       |
| 1984             | СКА (Одесса)              | Вторая лига СССР | 28        | 0         |       |       |       |       |
| 1985             | СКА (Одесса)              | Вторая лига СССР | 35        | 0         |       |       |       |       |
| 1986             | СКА (Одесса)              | Вторая лига СССР | 37        | 0         | 1     | 0     |       |       |
| 1992/93          | Интурист                  | Чемпионат Крыма  |           |           | 1     | 0     |       |       |
| Всего за карьеру | Всего за карьеру          | Всего за карьеру | 386       | 4         | 25    | 0     | 1     | 1     |